# Kačina (přírodní památka)
Kačina je přírodní památka u vesnice Svatý Mikuláš v okrese Kutná Hora ve Středočeském kraji. Nachází se v areálu zámeckého parku Kačina. Chráněné území leží v nadmořské výšce 202–228 metrů a zaujímá 197,2 hektaru. Přes dvě třetiny území jsou zejména lesní porosty tvrdého luhu a zbylou část území pokrývají travní porosty s občasným výskytem solitérních stromů a remízek, mokřadní biotopy a orná půda.
Území přírodní památky se v plném rozsahu překrývá s evropsky významnou lokalitou (EVL) soustavy Natura 2000 Kačina, která byla vyhlášena roku 2008 z důvodu ochrany biotopů hercynských dubohabřin, tvrdých luhů nížinných řek,, vlhkých bezkolencových luk a ochraně přirozeného prostředí pro chráněné druhy bezobratlých žijících na této lokalitě. Oblast byla vyhlášena přírodní památkou roku 2014 z důvodu ochrany ohrožených populací druhů páchníka hnědého, lesáka rumělkového, krasce lipového, kuňky obecné, skokana štíhlého a rdestu světlého.
Dominantou území je zámek Kačina a zámecká zahrada z 19. století, které nechal vybudovat Jan Rudolf Chotek z Chotkova. V zámku se nachází pobočka Národního zemědělského muzea. Významnými místy v zámecké zahradě jsou kamenný most se třemi mohutnými platany, nejmohutnější akát v Čechách, zámecké kaštanové a lipové aleje, bylinková zahrádka, Arboretum a několik naučných stezek.

## Historie

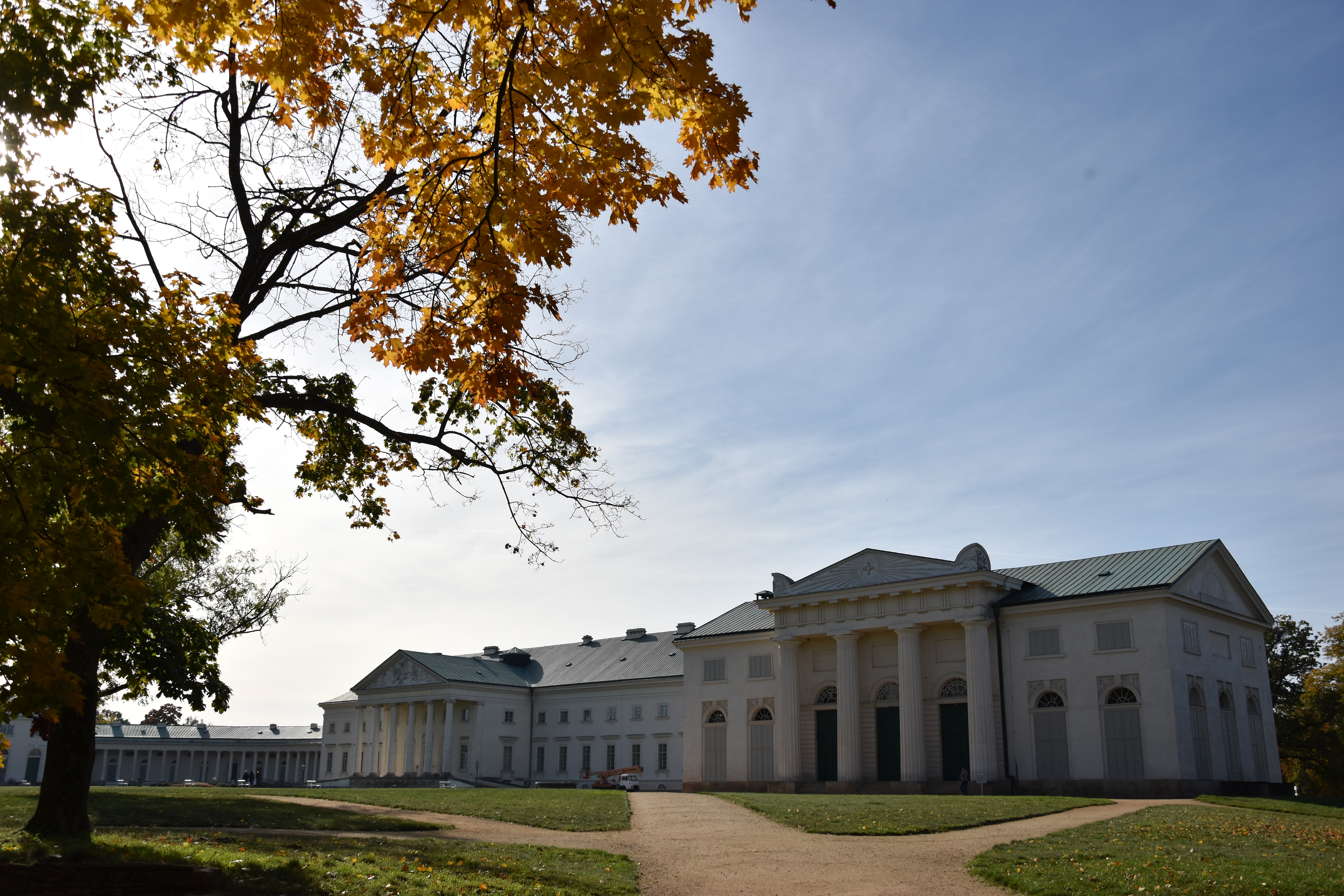
Empírový zámek Kačina

Zámek Kačina si nechal jako své letní reprezentační sídlo postavit Jan Rudolf Chotek z Chotkova  (český šlechtic, rakouský státník a mecenáš) v letech 1806–1824. První zmínky o upravování kačinské krajiny pocházejí ze 17. století, kdy na území vznikala feudální komponovaná krajina. Primárně na konci 17. století začaly výrazné úpravy krajiny lidmi. Jednalo se o výsadby alejí, vytváření nových vodních ploch a budování drobných staveb.
Ve druhé polovině 20. století došlo k výrazné intenzifikaci zemědělství. Krajinný ráz byl tedy z velké části ovlivněn jak samotným zemědělstvím, tak výstavbou objektů zemědělské velkovýroby. Během Druhé světové války byl zámek i s přilehlými pozemky okupován a využíván příslušníky Hitlerovy mládeže, ke konci války se zde usídlili nacistické jednotky SS.
Posledním výrazným zásahem byla rozsáhlá regenerace v letech 2011–2013. Cílem regenerace bylo krajinu, jež byla intenzivně poničena zemědělstvím a historickými událostmi, vrátit do podoby již měla před polovinou 19. století.
V roce 2014 byla dle Sdělení Ministerstva životního prostředí z roku 2008 Kačina vyhlášena evropsky významnou lokalitou NATURA 2000. Ve stejném roce byla Kačina vyhlášena i jako přírodní památkou.

## Přírodní poměry
Územní celek přírodní památky leží ve Středočeském kraji, v okrese Kutná Hora, necelých šest kilometrů severovýchodně od Kutné Hory, u vesnice Svatý Mikuláš. Reliéf je nížinný a rozkládá se na horním toku potoka Stará Klejnárka.  Převážná část území je zalesněna s malou částí travních porostů, mokřadních a vodních biotopů (rybníčků, tůní, slepých ramen). Jsou zde malé výškové rozdíly (do třiceti metrů), ale na většině území jde pouze o rozdíly v rámci jednotek metrů.

### Geomorfologie
Území Kačina leží v geomorfologickém celku Středolabská tabule, podcelku Čáslavská kotlina, okrsku Žehušická kotlina. Krajina je zde tzv. komponovaná krajina, tedy esteticky výrazně krajinářsky upravena, v tomto případě jako území navazující na rezidenční sídlo – zámek Kačina. Kolem něj se nachází park anglického stylu s velkým počtem solitérních listnatých dřevin (dub, lípa, jírovec, jasan).

### Geologie a pedologie
Geologické podloží je tvořeno převážně dvojslídnými pararulami kutnohorského krystalinika. Ty jsou svrchu překryty mladými kvartérními fluviálními sedimenty, a to převážně vátými písky, štěrky a nivními sedimenty (povodňové hlíny). V nivě Klejnárky jsou i štěrkopísky společně s povodňovými hlínami, dokonce i jíly. Půdní pokryv tvoří na výchozech křídových hornin pararendziny, na štěrkopískových terasách arenické kambizemě a v západní části podmáčené černice.
V okolí přírodní památky jsou převážně svrchně křídové sedimenty s výjimečným výskytem krystalických hornin jako jsou rula a amfibolit v podobě suků, kde lze pozorovat zachovalé stopy po křídové mořské fauně v podobě zkamenělin.

### Hydrosféra a podnebí

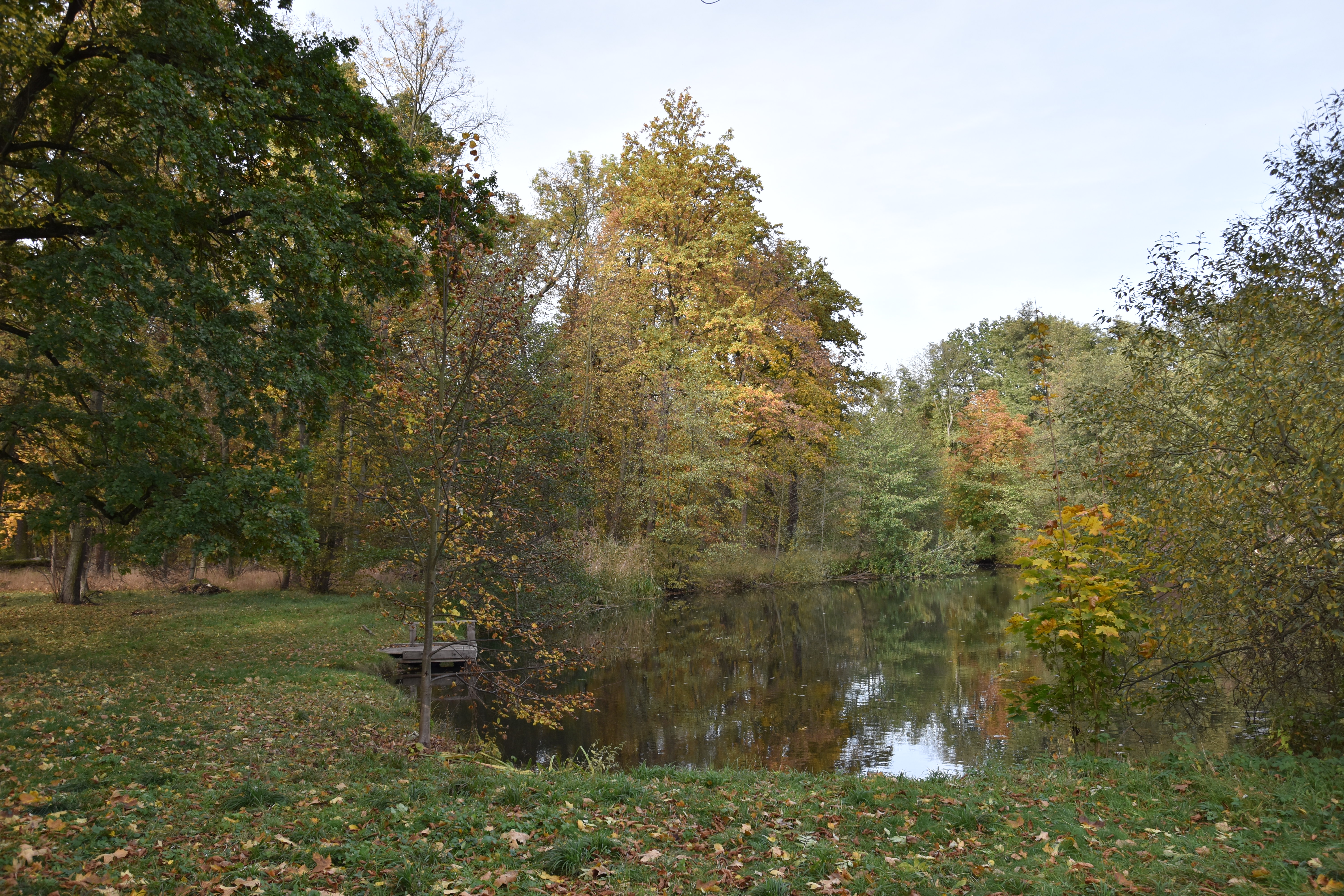
Rybníček na lokalitě

Potok Stará Klejnárka na území vytváří mokřadní biotopy a ve středu i menší rybníček. V minulosti se zde vyskytovaly mělké luhy, podmáčené olšiny a mnohem více slepých nebo mrtvých ramen v různých sukcesních stádiích. Potok je pravým přítokem řeky Klejnárky.
Klejnárka je malá řeka tekoucí Kutnohorskem, která se nedaleko Kolína vlévá do Labe. V 18. století byla napřímena a zahloubena v úseku pod Novými Dvory. Jedná se o přirozený tok, který není od doby výše zmíněného zásahu lidmi cíleně modifikován. Kvalita vody je ve III. třídě jakosti. Ekologický stav je nevyhovující (bentos) nebo potenciálně nevyhovující. Navíc jsou sedimenty potoka znečištěny těžkými kovy z dřívější hornické činnosti v oblasti Kutné Hory (jedná se o nejhorší stav v povodí středního Labe).

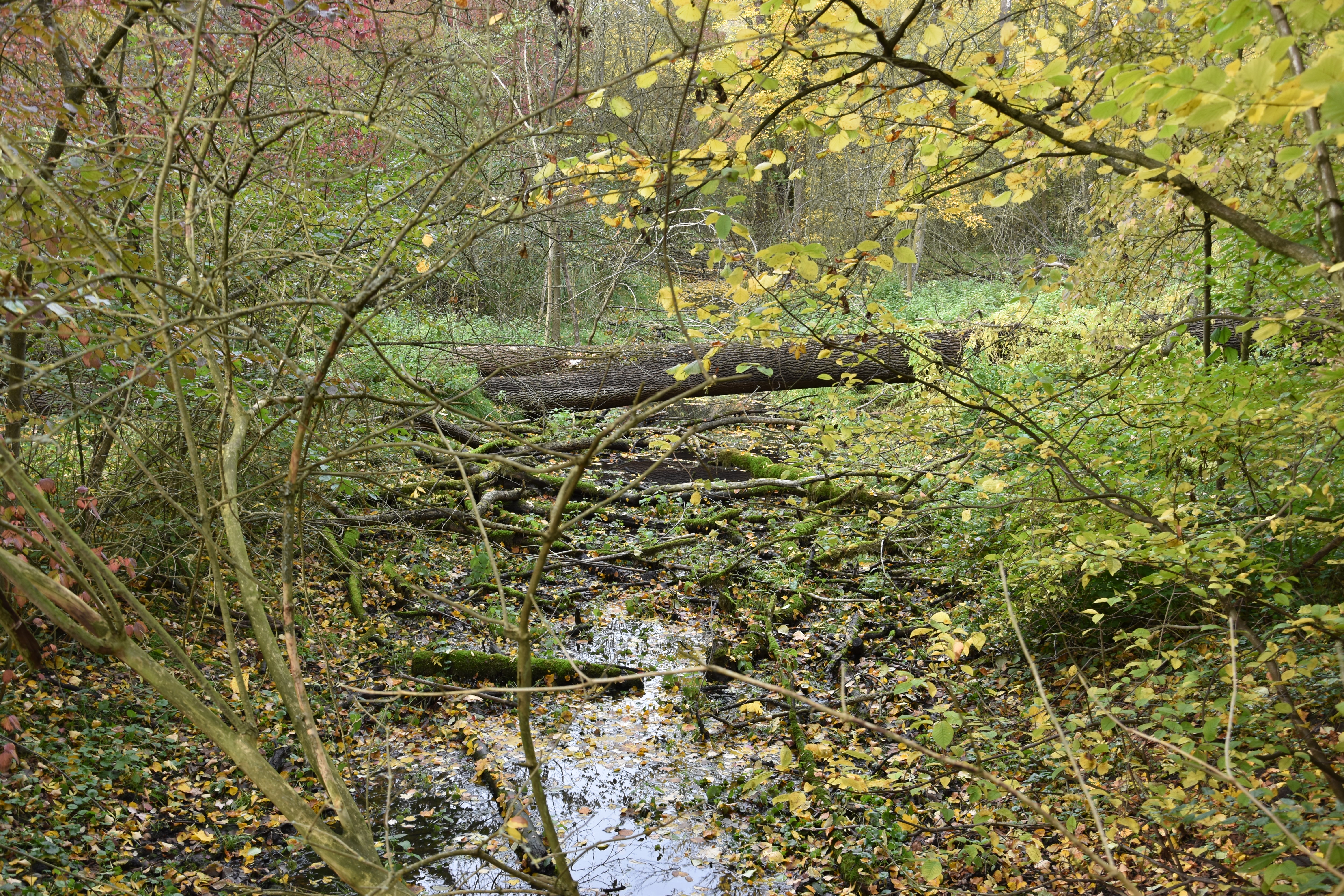
Mokřadní biotop

Průměrné roční teploty zde bývají kolem 9 °C a průměrný roční úhrn srážek dosahuje 570 milimetrů. Zimy zde bývají krátké a mírné, s nestálou sněhovou pokrývkou. Okolí Kutné Hory je považováno za nejteplejší v Čechách, čemuž odpovídá i vegetační složení (příkladem mohou být teplomilné dubohabřiny).

### Fauna
Lokalita je významná výskytem několika druhů bezobratlých, obojživelníků a ptáků. Kvůli místním populacím ptáků a brouků se zde ponechávají staré doupné a odumřelé stromy. V nich totiž velké množství ptáků hnízdí, např. holub doupňák (Columba palumbus) a strakapoud prostřední (Dendrocopos medius), a bezobratlí živočichové (převážně brouci) v nich žijí. Při entomologickém průzkumu přírodní památky v letech 1976–2017, zde bylo pozorováno 144 druhů bezobratlých z toho patnáct ohrožených druhů a jeden kriticky ohrožený druh. Některými druhy nalezených bezobratlých jsou páchník hnědý (Osmoderma eremita), lesák rumělkový (Cucujus cinnaberinus), krasec lipový (Ovalisia rutilans), vážka jasnoskvrnná (Leucorrhinia pectoralis), šídlo luční (Brachytron pratense) a nosorožík kapucínek (Oryctes nasicornis).

### Flóra
Aktuální vegetaci zastávají zejména lesní společenstva tvrdých luhů a dubohabřin. Hlavními zástupci dřevin zde jsou dub letní (Quercus robur), lípa srdčitá (Tilia cordata), jasan ztepilý (Fraxinus excelsior) a další druhy listnatých stromů (jilm vaz, javor mléč, javor klen a olše lepkavá). Nalezneme zde však i stromy ovocné, například jabloň lesní (Malus sylvestris), hrušeň planá (Pyrus pyraster) a třešeň ptačí (Cerasus avium).  
Bylinné patro není příliš rozvinuté, což má souvislost s omezenou historickou kontinuitou lesa na většině území. Z mokřadních a vodních společenstev se zde vyskytují vzácné a ohrožené druhy rostlin např. pryšec lesklý (Euphorbia lucida) a rdest světlý (Potamogeton lucens). Vyskytují se zde však i nepůvodní druhy rostlin vysazené v blízkosti zámku Kačina např. trnovník akát (Robinia pseudoacacia), tis obecný (Taxus baccata) nebo platany (Platanus)

## Ochrana

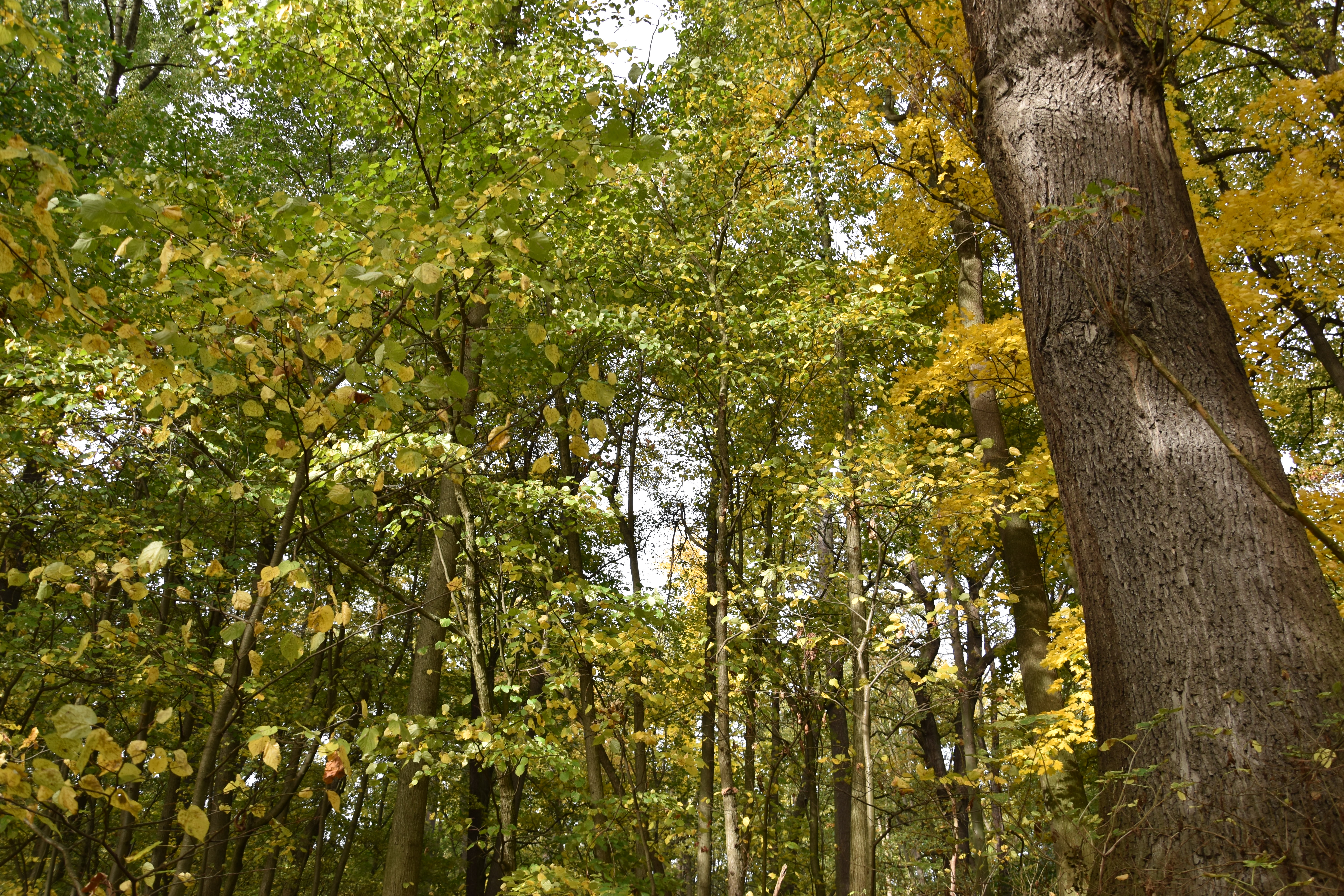
Typické dubohabřinové stanoviště

Přírodní památka Kačina byla vyhlášena v roce 2014 správou Středočeského kraje. Celý prostor přírodní památky Kačina byl dle soustavy NATURA 2000 též vyhlášen Evropsky významnou lokalitou (EVL). Hlavními cíli ochrany jsou zde jak konkrétní chráněné druhy rostlin a živočichů (především brouků a žab), tak významná stanoviště a biotopy.

### Významná stanoviště
- Hercynské dubohabřiny, zalesněné stanoviště s primárním výskytem rodů Dub (Quercus) a Habr (Carpinus). Výskyt těchto lesních společenstev je na území České republiky především maloplošný, což zvyšuje riziko poškození vnějšími vlivy, těžbou dřeva či výsadbou nepůvodních dřevin. [16]
- Tvrdé luhy nížinných řek, biotopy v úvalech nížinných řek, jejichž prosperita je závislá především na občasném zaplavování a bezzásahovosti člověka.[16]
- Vlhké bezkolencové louky, druhově bohatý ekosystém, který kombinuje druhy vlhkých stanovišť a vlhkých luk. Pro udržení přirozeného stavu stanoviště je nutný management ve formě kosení a pastvy, bez nichž je stanoviště náchylné na zárust dřevinami a následkem toho, i místní ztrátu biodiverzity druhů. [17]

Travní porosty a orná půda je obhospodařována Národním zemědělským muzeem a lesní porosty Lesy ČR.

### Druhová ochrana

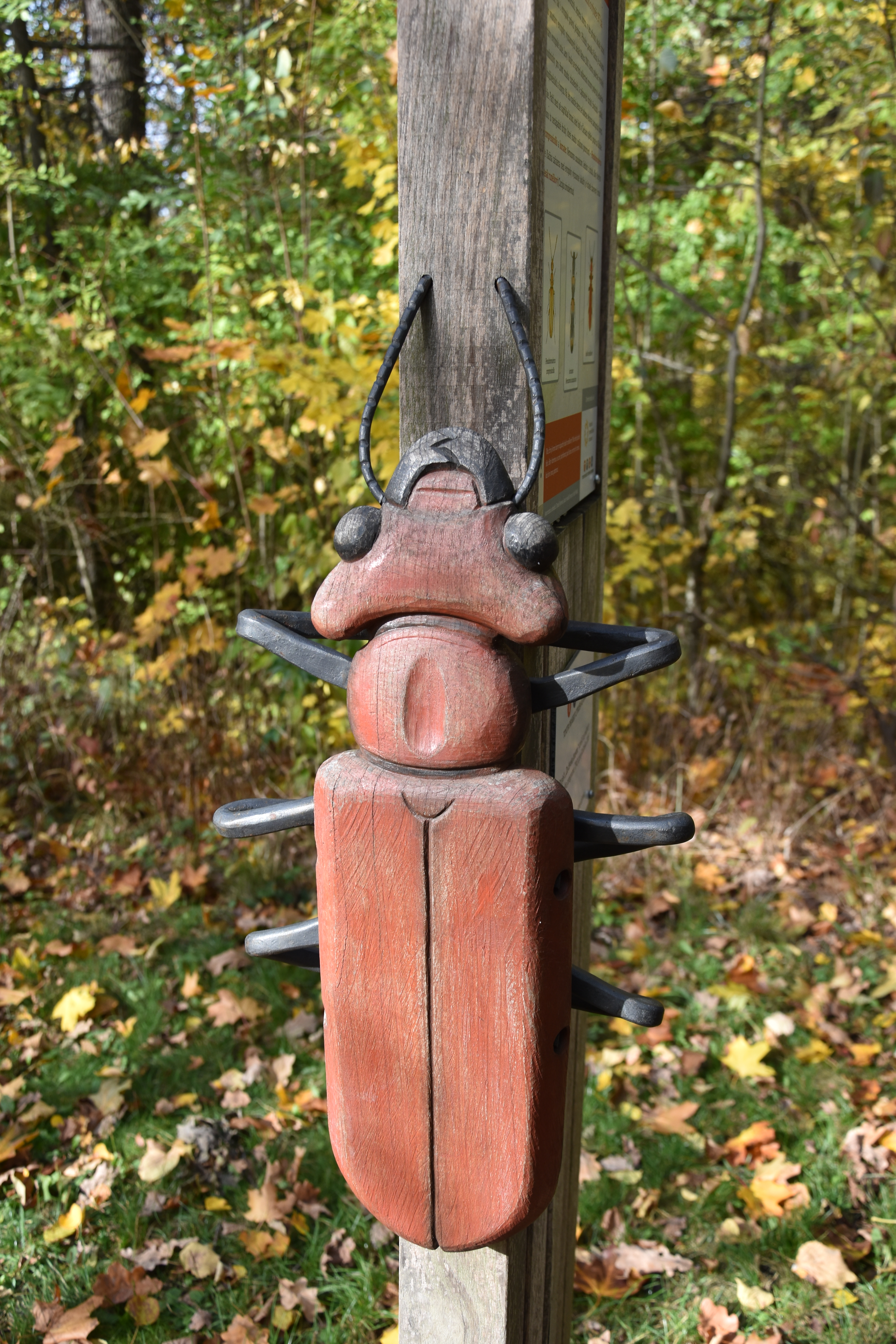
Dřevěná podobizna lesáka rumělkového na naučné stezce Ze života hmyzu

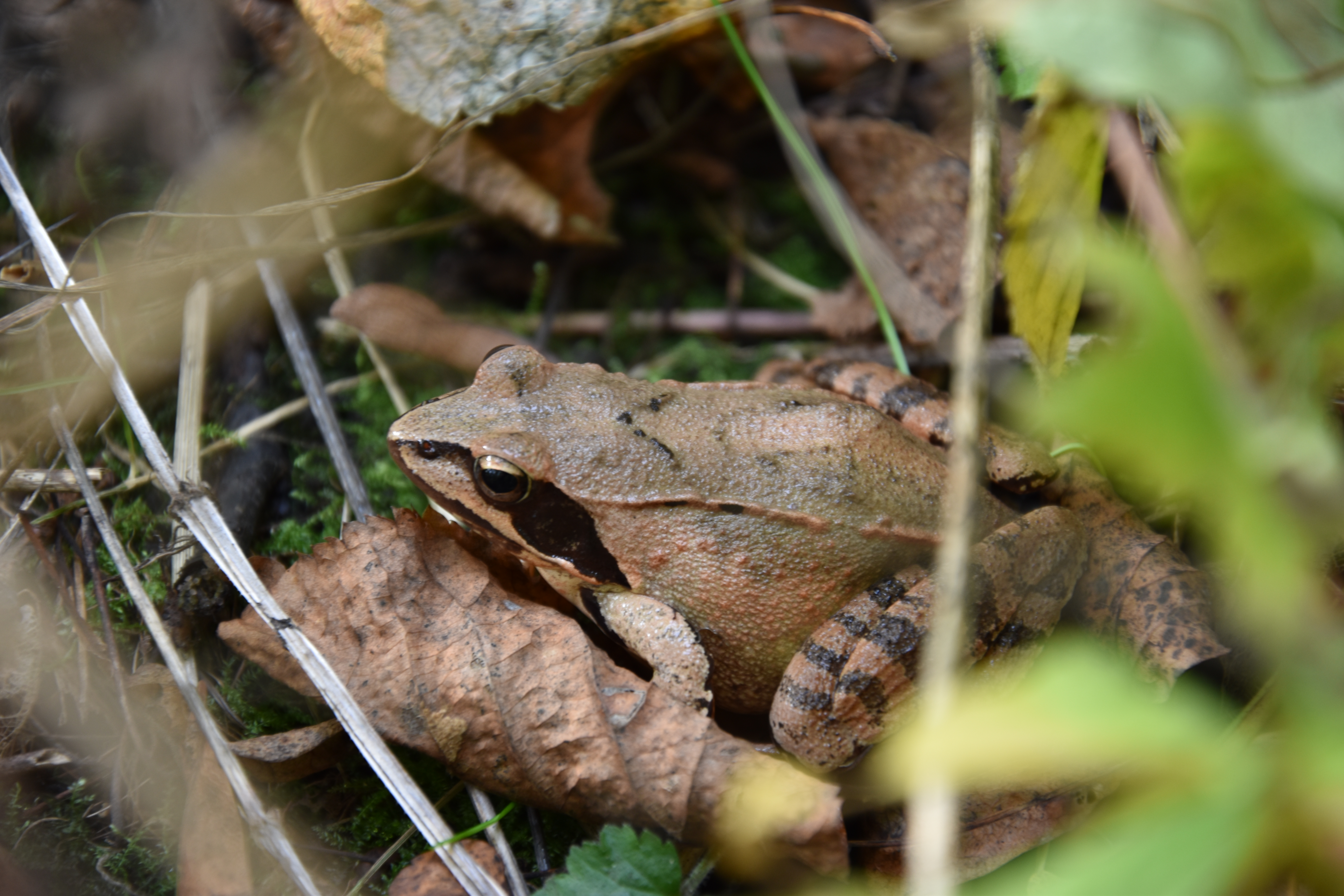
Skokan štíhlý

- Páchník hnědý (Osmoderma eremita) je kriticky ohrožený brouk z čeledi vrubounovití (Scarabaeidae), který obývá dutiny listnatých stromů a je tedy ohrožen především odstraňováním dutých stromů z krajiny.[18] Dle Plánu péče o přírodní památku Kačina se výskyt páchníka v PP Kačina naposledy potvrdil v roce 1995 a od té doby zde byl nalezen pouze druh doprovodný, kovařík rezavý (Ludius ferrugineus). Nenalezení páchníka však nemusí znamenat jeho nepřítomnost. Vzhledem ke skrytému způsobu života (často v dutinách v korunovém patře stromů) a minimální mobilitě je totiž jeho monitoring složitý.[19][3]
- Lesák rumělkový (Cucujus cinnaberinus) je silně ohrožený brouk z čeledi lesákovitých (Cucujidae), který je ve svém životě závislý na odumřelých stromech, a to především topolech (Populus), javorech (Acer), bucích (Fagus) a dubech (Quercus).[3][20] Druh je ohrožen odstraňováním padlých stromů a vysazováním nepůvodních dřevin. Ochrana na lokalitě spočívá především v zachování starých stromů a nová výsadba preferovaných stromů. Podobně jako u páchníka se bohužel v nejnovějších monitorinzích nepodařilo výskyt tohoto druhu na území PP Kačina potvrdit.[21][3]
- Krasec lipový (Lamprodila rutilans) je brouk z čeledi krascovití (Buprestidae). Jeho ochrana byla na Kačině vyhlášena dle směrnice Evropské unie NATURA 2000, jelikož zámecký park pro něj představuje ideální stanoviště. Krasec je ve svém životním cyklu vázán na lípy, konkrétně například na lípu malolistou, též srdčitou (Tilia cordata), která se v lokalitě nachází.[22][23]
- Kuňka obecná (Bombina bombina), též někdy označována jako kuňka ohnivá, je silně ohrožená žába z čeledi kuňkovití (Bombinatoridae), která je zařazena do programu NATURA 2000. Kuňka je náchylná zejména na dostupnost a kvalitu biotopů, především těch vodních. [24] Těchto stanovišť však ubývá kvůli extenzivnímu nasazování ryb do vodních ploch, ke kterému v PP Kačina nedochází. Mezi další stanoviště, kde se kuňka vyskytuje, patří například nedaleká přírodní památka Nový rybník u zámku Kačina, která byla k zajištění ochrany místní populace kuňky obecné přímo zřízena.
- Skokan štíhlý (Rana dalmatina) je silně ohrožený hnědý skokan z čeledi skokanovití (Ranidae).[25] Stejně jako u kuňky je důvodem jeho ohrožení především nadměrná rybí osádka. Skokan je také velmi citlivý na čistotu krajiny, a i při menším znečištění stanoviště ihned opouští.[25]
- Rosnička zelená (Hyla arborea) je malá žába z čeledi rosničkovití (Hylidae). Hraje významnou roli ve fungování ekosystému, jelikož její přítomnost přirozeně reguluje populace hmyzu. Dle zákona je evidována jako silně ohrožený druh a dle Evropské směrnice o stanovištích jde o druh vyžadující přísnou ochranu.[26][27]
- Pryšec lesklý (Euphorbia lucida) roste především na okrajích lužních lesů a na vlhkých loukách.[28] V České republice patří mezi silně ohrožené druhy a řadí se mezi taxony s předpokládaným snížením početnosti.[29]
- Rdest světlý (Potamogeton lucens) je ohrožená jednoděložná rostlina, vyskytující se výhradně v hlubokých stojatých či volně tekoucích vodách s dnem bohatým na živiny.[29][30]

### Dlouhodobý cíl ochrany

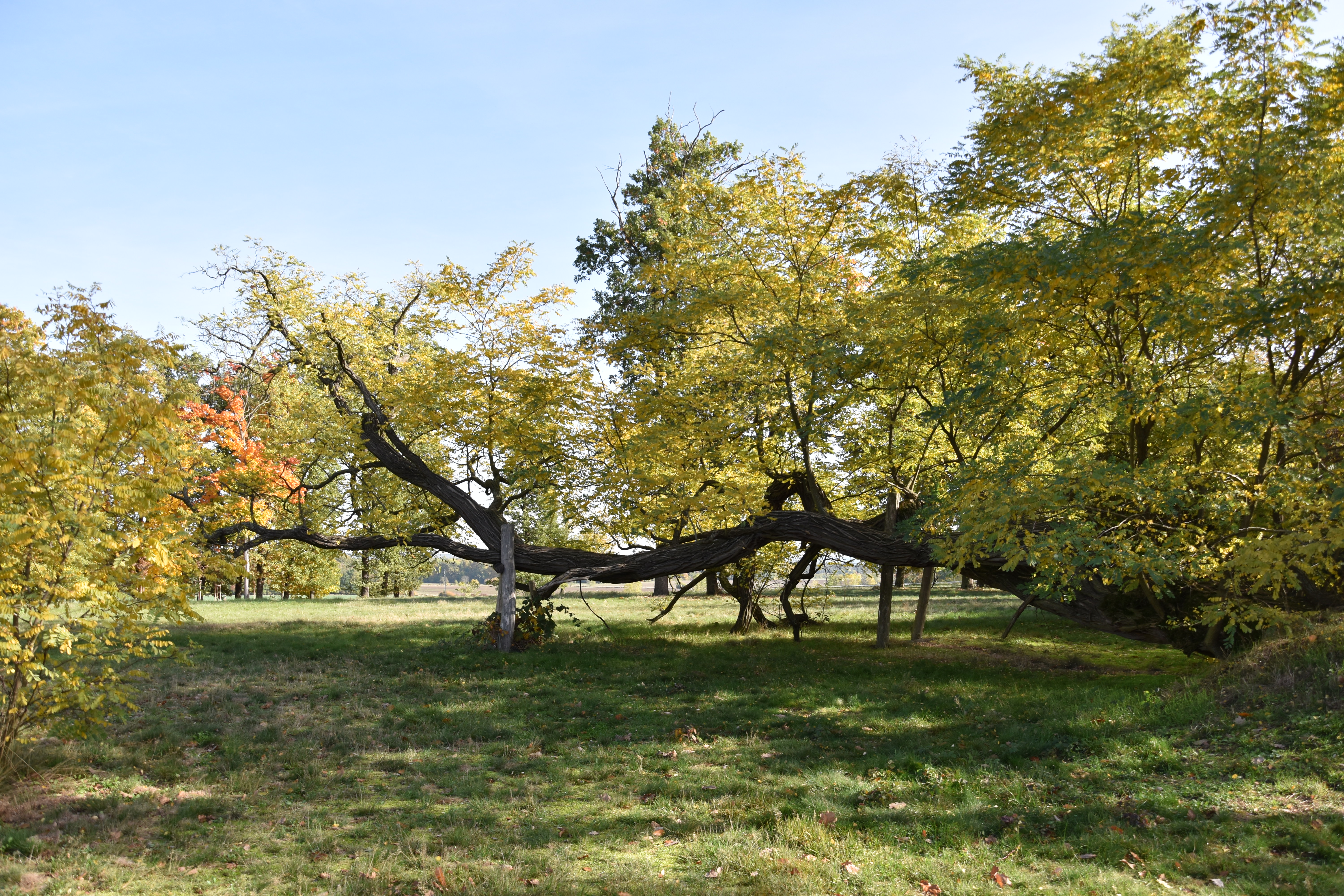
Spadlý osluněný strom, ideální stanoviště páchníka hnědého

Hlavním dlouhodobým cílem je udržení stabilních a perspektivních druhů populací, které jsou předmětem ochrany. S tím souvisí nutnost pečovat o vybrané přírodní biotopy, aby byl udržen/dosažen požadovaný příznivý stav, tím se udrží příznivé podmínky pro populace cílových druhů živočichů a rostlin.Budou prováděná taková opatření, aby populace páchníka a lesáka byly oživeny a měly potřebné podmínky k životy (pokud již na této lokalitě nevymřely). V případě lesáka rumělkového (Cucujus cinnaberinus) budou ponechávány staré zastíněné stromy a pro páchníka hnědého (Osmoderma erenita) je nutné intenzivně provádět uvolňování mohutných stromů z porostu, aby byly tyto stromy lépe osluněny. Na území EVL a přírodní památky také probíhají pravidelné průzkumy a monitoringy. Aktuálně poslední monitoring byl entomologický a proběhl v roce 2021. Zaměřoval se především na výskyt chráněného páchníka hnědého, lesáka rumělkového a také na krasce lipového, avšak i na další ochranářsky významné druhy brouků. Probíhají také průzkumy botanické, pro určení stavu dřevin, vymezených či potenciálně ideálních jako biotopy výše zmíněných chráněných saproxylofágních brouků.

## Turismus
Přírodní památka Kačina se nachází v parku empírového zámku Kačina. Stavba pochází z počátku 19. století a je chráněna jako Národní kulturní památka. V interiéru zámku se nachází prohlídkový okruh původního vybavení a také Muzeum českého venkova (pobočka Národního zemědělského muzea). V zámku můžete navštívit četná divadelní představení, výstavy, či tematicky zaměřené prohlídky (noční prohlídky, či prohlídky jimiž provázejí místní strašidla).
Samotným parkem prochází tři naučné stezky, včetně naučné stezky Ze života hmyzu na Kačině z roku 2019, která návštěvníky provádí nejčastějšími druhy hmyzu vyskytujícími se v této lokalitě. Naučné tabule obsahují mimo zajímavostí i vyřezávané podobizny tohoto hmyzu v nadživotní velikosti, které jistě zaujmou i mladší návštěvníky. Historií zámku i přilehlého parku poté provádí například Naučná stezka Zámecký park Kačina, která vede kolem hlavních pěších cest na území přírodní památky.
Přímo u vchodu do zámeckého parku se nachází zastávka autobusu (Svatý Mikuláš, Zámek Kačina), na kterou jezdí autobusy z vlakového i autobusového nádraží v Kutné Hoře. Samotný zámek má od května do září otevřeno každý den, v říjnu a dubnu pouze o víkendech. Park je však volně přístupný každý den a to celoročně (není oplocen). V otevírací době je v prostorách zámku otevřena i Zámecká kavárna na Kačině Empir cafe.

## Galerie

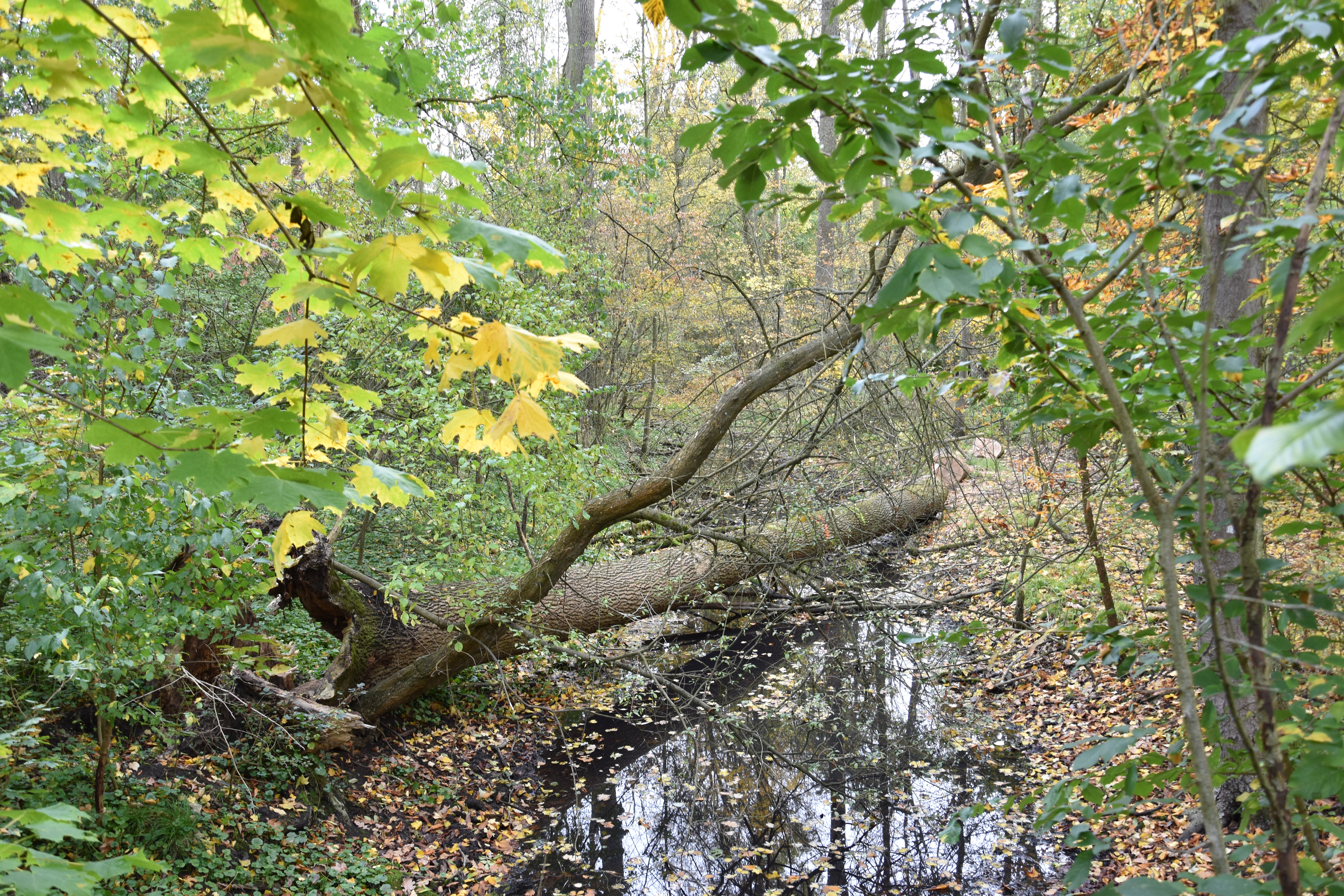
Potok Stará Klejnárka protékající přírodní památkou
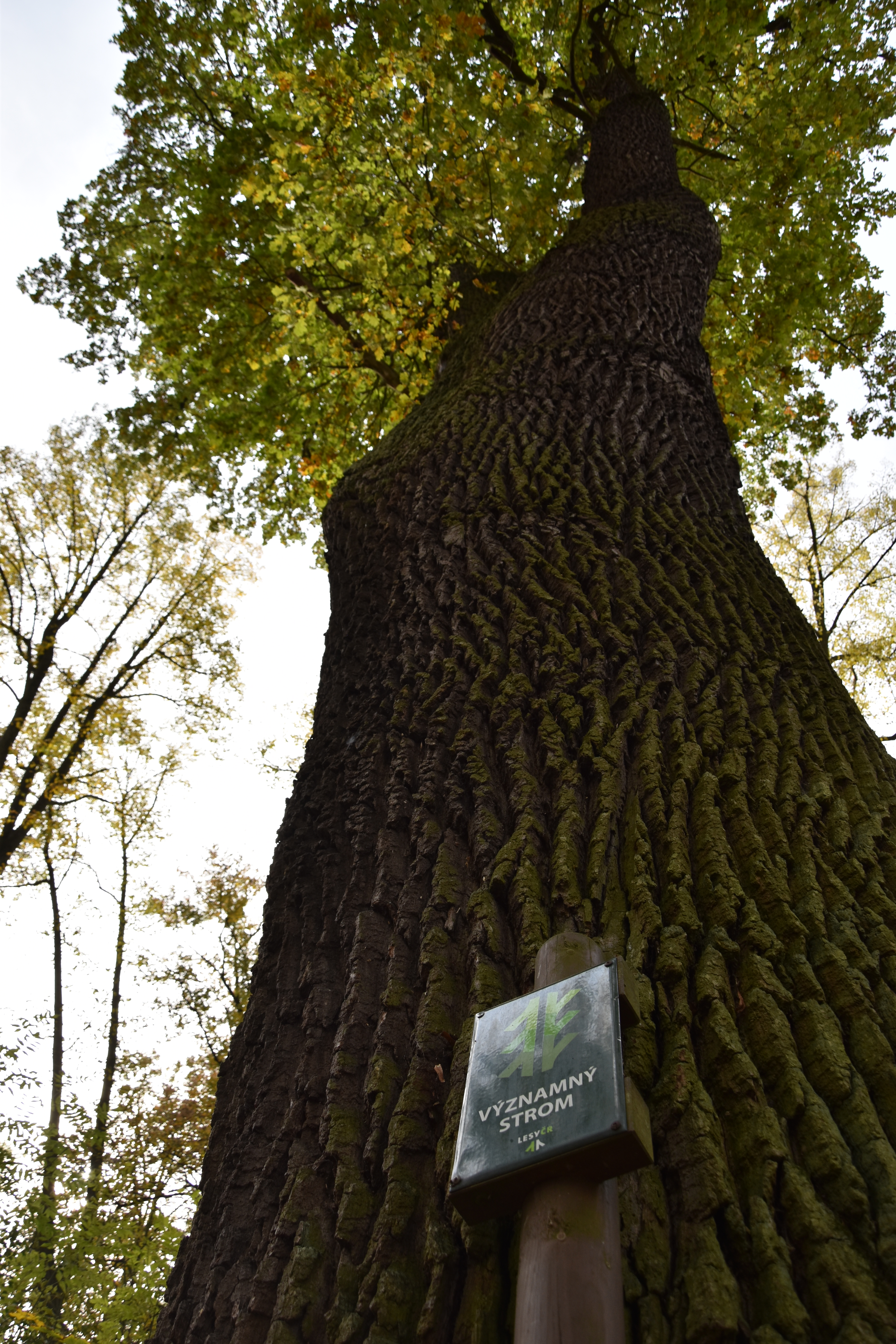
Významný strom na lokalitě
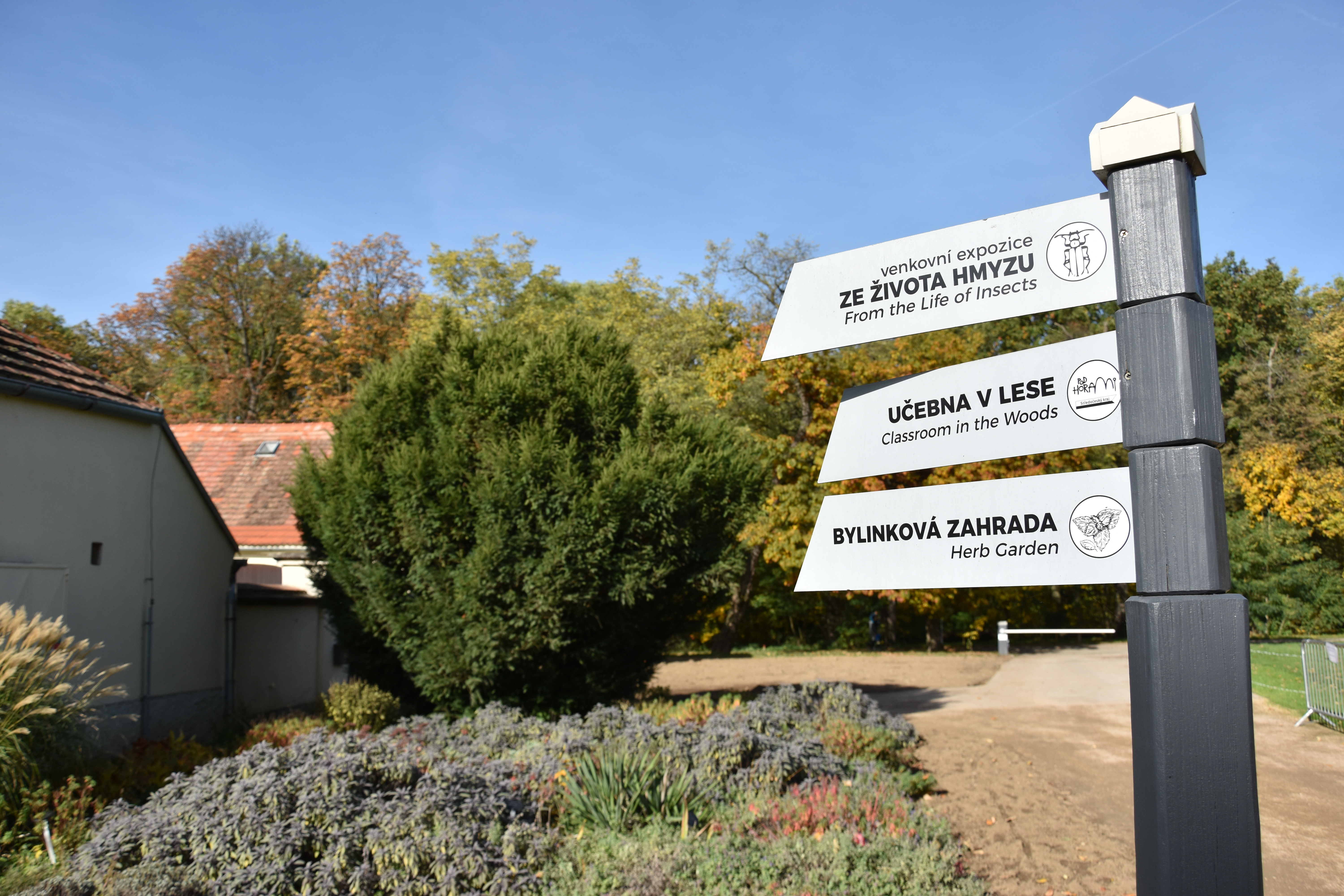
Rozcestník v zámeckém parku
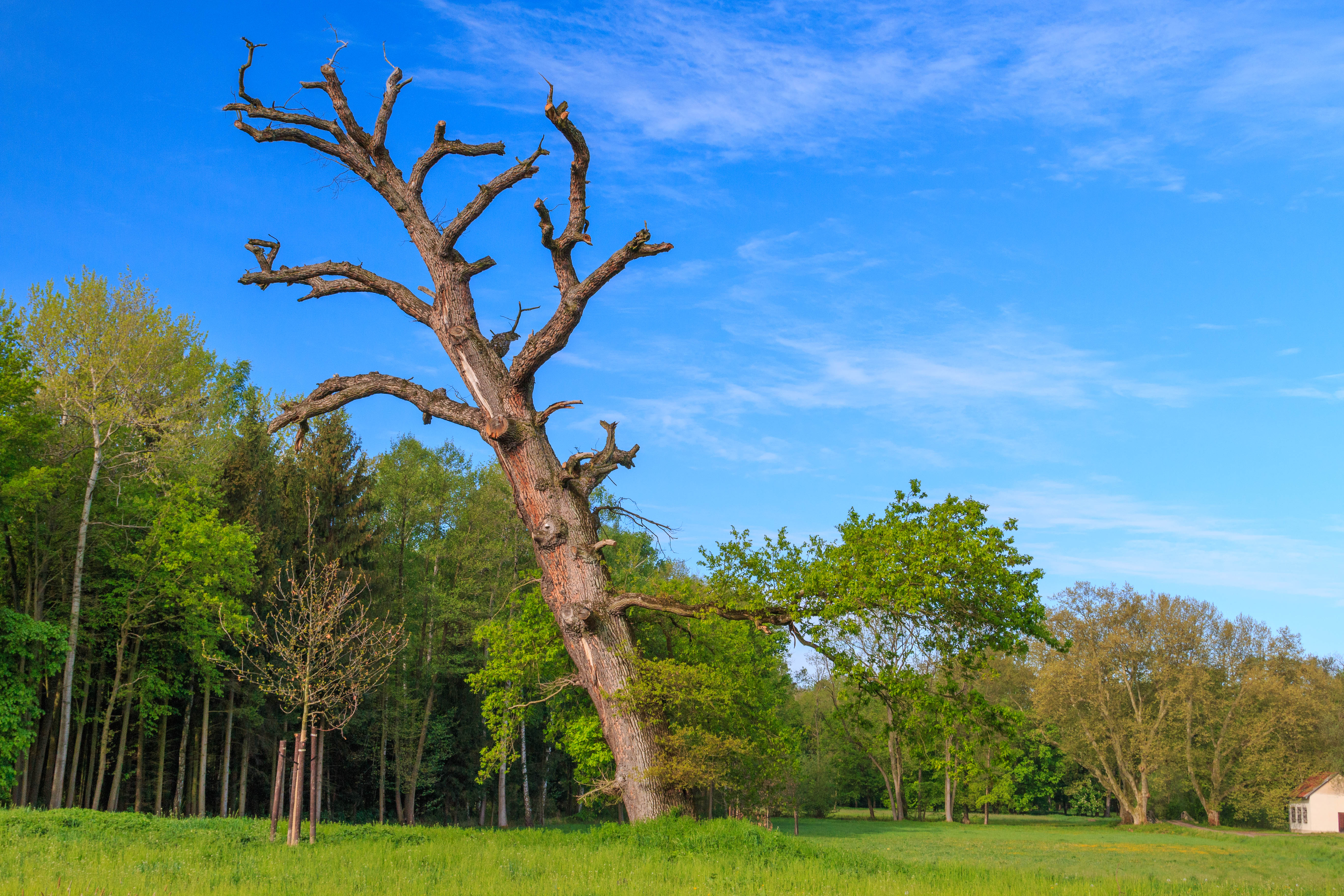
Soliterní dub
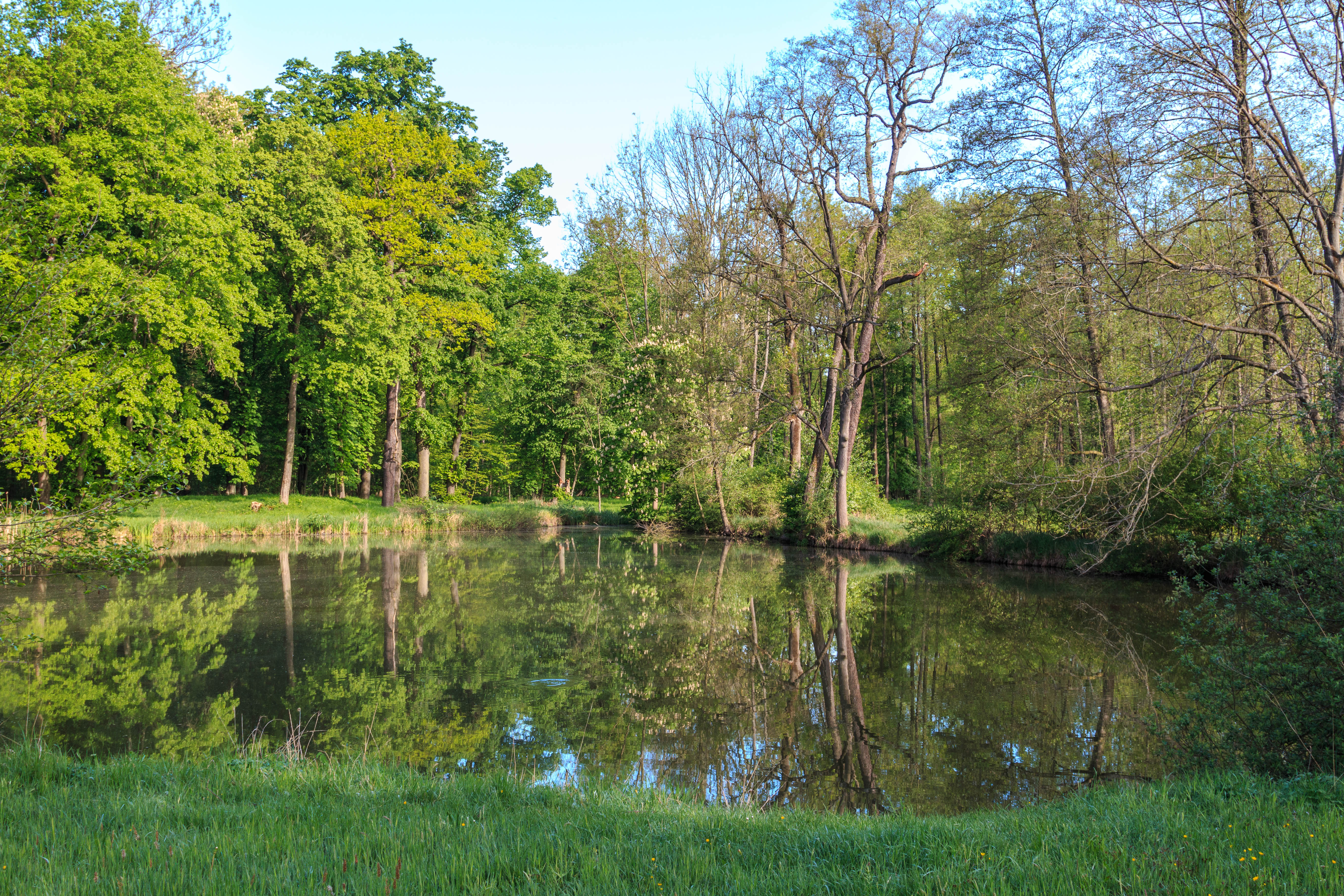
Lesní rybníček
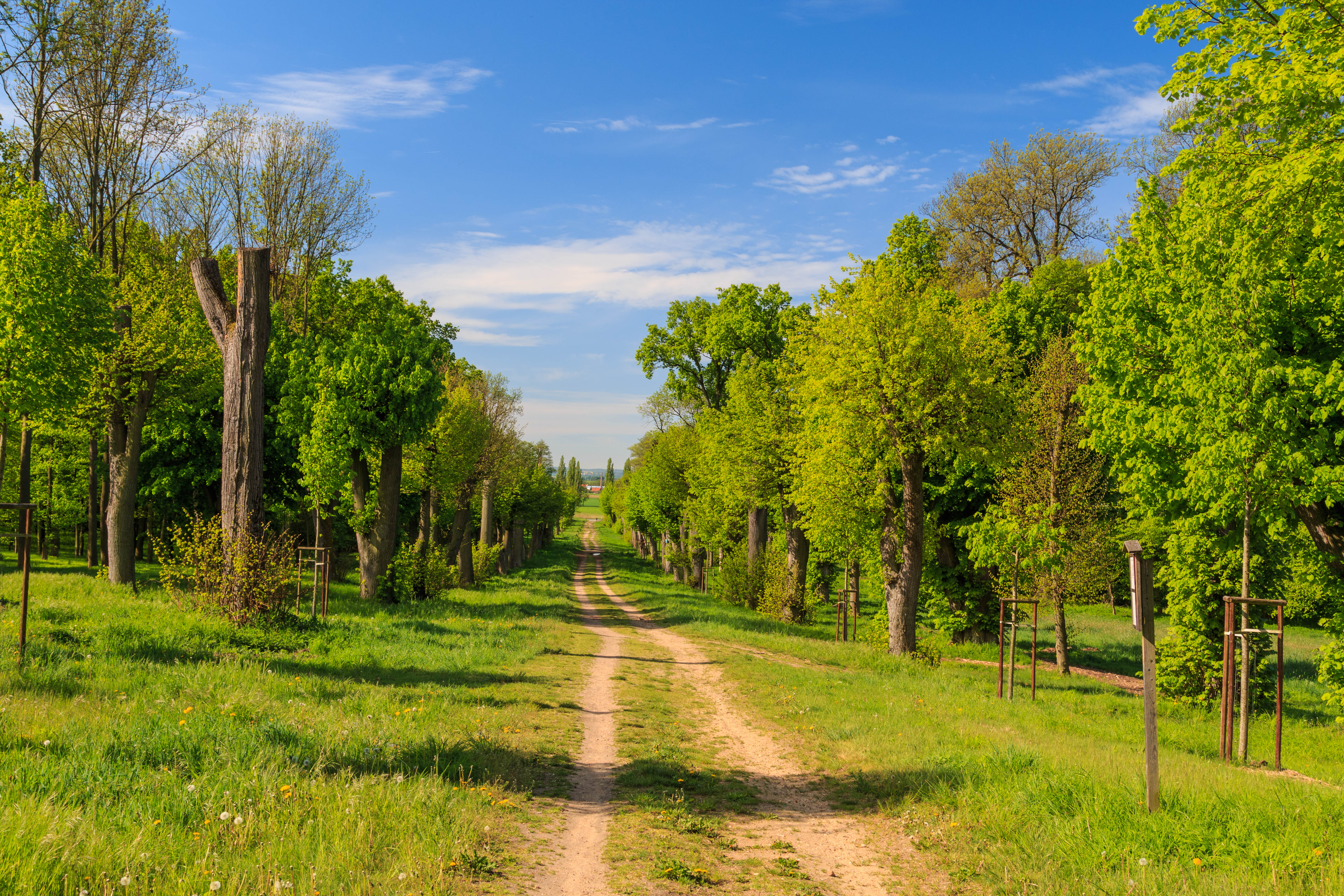
Novodvorská lipová alej